# Wladimir Georgijewitsch Bechtejew

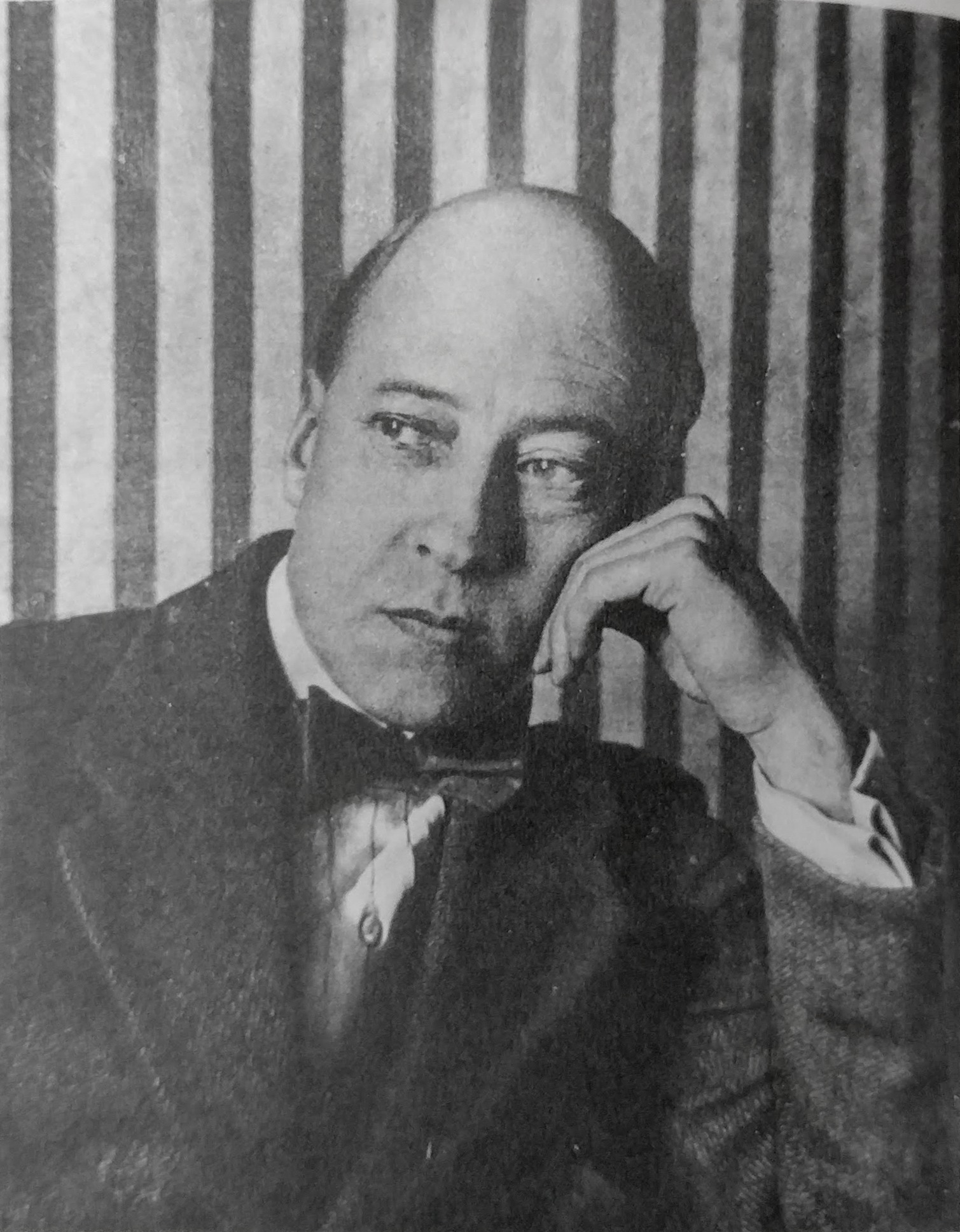
Wladimir Bechtejew um 1920

Wladimir Georgijewitsch Bechtejew (im deutschsprachigen Raum auch: Wladimir Georgiewitsch (von) Bechtejeff) (Владимир Георгиевич Бехтеев) (* 15. April 1878 in Moskau; † 21. Juni 1971 ebenda) war ein russischer Maler.

## Leben
Bechtejew war Offizier und stammte „aus Tambow, das nur durch seine Beleg-Hengste berühmt ist“. Nach dem Besuch der Militärschule, wo er zum Leutnant graduiert wurde, studierte Bechtejew Malerei an der Moskauer Akademie der Künste und setzte zwischen 1902 und 1904 sein Studium in München bei Heinrich Knirr fort. Von 1906 bis 1909 studierte er in Paris bei Fernand Cormon.
1909 wurde er Mitglied der Neuen Künstlervereinigung München und beteiligte sich bis 1911 an deren Ausstellungen. In den beiden Ausstellungen der Redaktion des Blauen Reiters war er nicht vertreten. 1910/1911 nahm er an der Moskauer Ausstellung der Künstlergruppe Karo-Bube teil. Im Ersten Deutschen Herbstsalon 1913 in Berlin war er mit vier Bildern vertreten. Kurz vor Ausbruch des Ersten Weltkriegs war er an einem Theaterprojekt von Hugo Ball beteiligt, das sich wie auch die Fortführung der Aktivitäten des „Blauen Reiters“ zerschlug. 1914 kehrte er nach Russland zurück und wurde zur Armee einberufen und arbeitete nach dem Krieg als Denkmalschutzbeauftragter, Bühnenbildner und Illustrator. Auf der Kunstausstellung Berlin 1920 war Bechtejew mit einem Bild vertreten.
Seine bekanntesten Werke, die im Gegensatz zu Wassily Kandinsky immer figurative Bezüge enthielten, standen in ihrer Farbigkeit sehr unter dem Einfluss Alexej Jawlenskys. Ein Beispiel hierfür ist das 1911 gemalte 65 × 85 cm große Gemälde Reptilien.
1937 wurde in der Nazi-Aktion „Entartete Kunst“ aus der Kunsthalle Hamburg sein Bild „Reiter und Frauen“ (Öl auf Pappe, 51 × 70 cm) und aus der Ruhmeshalle Wuppertal-Barmen „Badende“ (Öl auf Leinwand, 130 × 105 cm) beschlagnahmt. Das Bild „Badende“ wurde danach zerstört.

## Weblink
- Kurzbiographie bei art directory